# Sénas
Sénas – miejscowość i gmina we Francji, w regionie Prowansja-Alpy-Lazurowe Wybrzeże, w departamencie Delta Rodanu.
Według danych na rok 1990 gminę zamieszkiwały 5113 osoby, a gęstość zaludnienia wynosiła 167 osób/km² (wśród 963 gmin regionu Prowansja-Alpy-W. Lazurowe Sénas plasuje się na 132. miejscu pod względem liczby ludności, natomiast pod względem powierzchni na miejscu 326.).